# Thamnophilus bernardi
A Thamnophilus bernardi a madarak osztályának verébalakúak (Passeriformes) rendjébe és a hangyászmadárfélék (Thamnophilidae) családjába tartozó faj.

## Rendszerezése
A fajt René Primevère Lesson francia ornitológus írta le 1844-ben. Sorolták a Sakesphorus nembe Sakesphorus bernardi néven.

## Alfajai
- Thamnophilus bernardi bernardi Lesson, 1844
- Thamnophilus bernardi cajamarcae (Hellmayr, 1917)
- Thamnophilus bernardi piurae Chapman, 1923
- Thamnophilus bernardi shumbae (Carriker, 1934)[2]

## Előfordulása
Dél-Amerika északnyugati részén, Ecuador és Peru területén honos. Természetes élőhelyei a szubtrópusi vagy trópusi hegyi esőerdők, mangroveerdők, száraz erdők és cserjések. Állandó, nem vonuló faj.

## Megjelenése
Testhossza 17 centiméter, testtömeg 30-38 gramm.

## Életmódja
Elsősorban rovarokkal táplálkozik.

## Természetvédelmi helyzete
Az elterjedési területe elég nagy, egyedszáma pedig stabil. A Természetvédelmi Világszövetség Vörös listáján nem fenyegetett fajként szerepel.